# Бодо-гаро
Бодо-гаро — группа тибето-бирманских языков в составе группы сал или тибето-бирманских языков Брахмапутры, распространённых на востоке Индии.
Бодо-гаро делят на две ветви:
- Бодо, Качари, Кокборок, Димаса и др. Язык бодо является одним из официальных языков штата Ассам.
- Гаро — язык распространённый на западе штата Мегхалая.